# Något gammalt
Något gammalt (engelska: something old) är de första orden i en engelsk ramsa som beskriver hur en brud bör klä sig för att bli lycklig. Den engelska texten lyder:
Something old,

something new,

something borrowed,

something blue,

and a sixpence in her shoe.

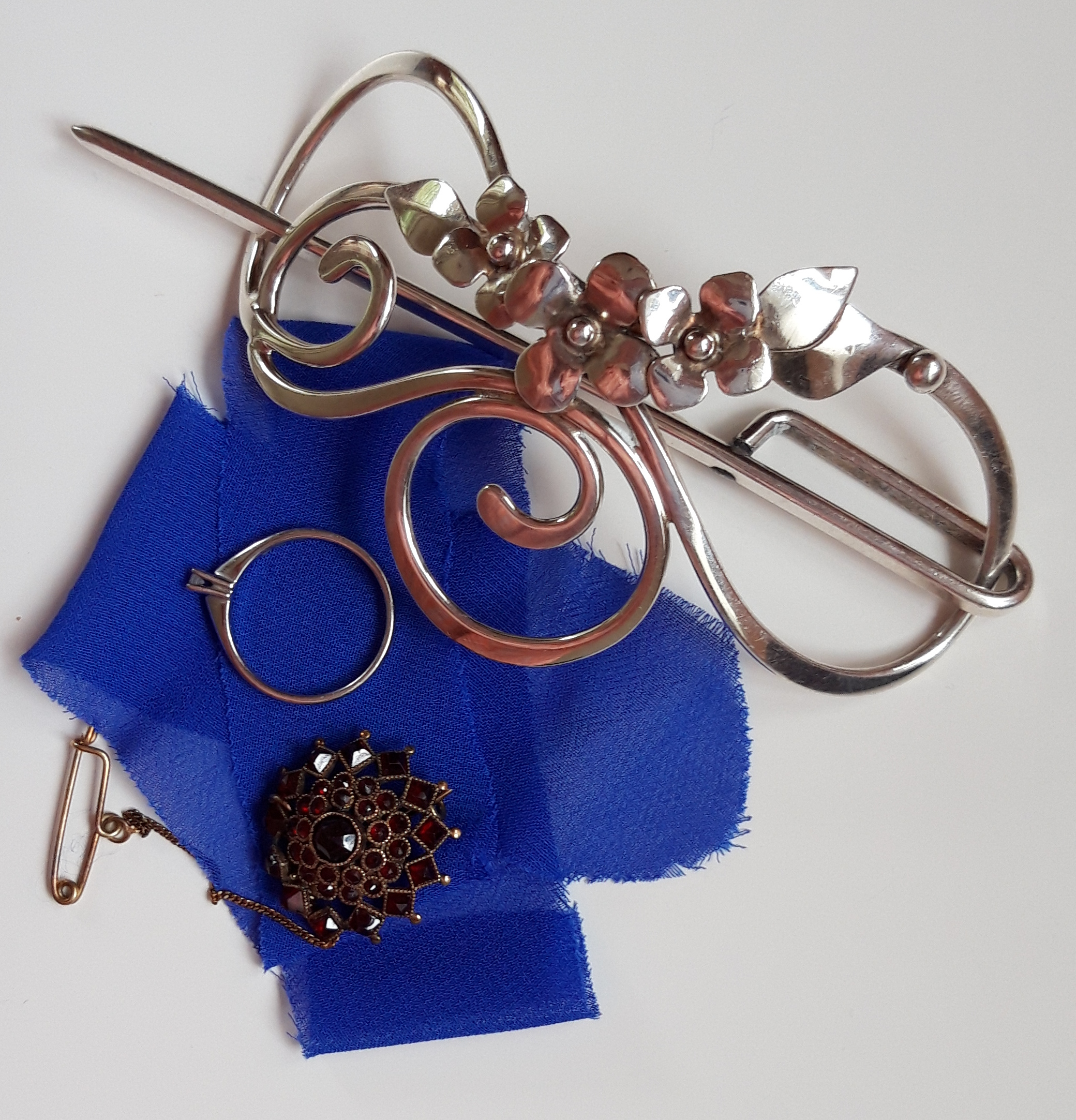
Exempel på något nytt (ringen), något gammalt (hårspännet), något lånat (broschen) och något blått (sidenbandet)

Traditionen är levande i Storbritannien som till exempel på Kate Middletons bröllop med Prins William.
Omkring förra sekelskiftet (1900) kom den brittiska seden till Sverige. Nu skulle det vara lyckobringande för bruden att bära "något gammalt, något nytt, något lånat och något blått". Kronan var gammal, underkläderna nya, klänningen lånad/omsydd och strumpebandet blått. 
Symboliken skulle kunna vara:
- Något gammalt som minne av brudens tidigare liv
- Något nytt som tecken på ny ordning
- Något lånat för att behålla gamla vänner
- Något blått symbol för hoppet eller en bra framtid.